# Treat You Better
«Treat You Better» (укр. Ставитися краще до тебе) — пісня канадського співака і автора пісень Шона Мендеса. Написана Мендесом в співавторстві з Тедді Гейгером і Скоттом Гаррісом. Сингл вийшов 3 червня 2016 на лейблі Island Records, як провідний сингл з другого студійного альбому Мендеса Illuminate (2016). Кліп на пісню вийшов 12 липня 2016 року і зображає образливе ставлення.
Пісня сягнула шостої сходинки чарту США Billboard Hot 100, ставши другим синглом Мендеса в першій десятці чарту. У Канаді пісня посіла сьому позицію в чарті Canadian Hot 100, перевершивши результат пісні Мендеса «Life of the Party», яка до цього сягнула дев'ятої сходинки чарту його рідної країни.

## Композиція
Пісня написана в тональності сі-бемоль мінор, з темпом 83 удари за хвилину. Текст пісні розповідає про жінку, чий коханий погано до неї ставиться. Співак/оповідач спонукає її дати йому шанс ставитися краще до неї — якщо вона прийме пропозицію стосунків з ним.

## Критичні відгуки
Billboard включив «Treat You Better» під 42 номером до переліку «100 найкращих поп-пісень 2016 року».

## Музичне відео
Відеокліп на пісню вийшов 12 липня 2016 року. Сюжет відео обертається навколо ситуації насильства між парами. Відео показує як дівчина зневажається своїм бойфрендом в різних ситуаціях, в той час як Мендес сподівається, що вона буде разом з нею і намагається зрозуміти, чому дівчина воліє бути в цих відносинах. Відео закінчується зображаючи номер Національної гарячої лінії з питань домашнього насильства. У музичному відео знялася зведена сестра Девон Аокі Еллі Стюарт Гантер.
Станом на травень 2017 року відео на YouTube переглянули понад 1 мільярд разів.

## Позиції в чартах
Пісня дебютувала під тридцять четвертим номером в чарті США Billboard Hot 100, а згодом піднялася на шосту сходинку, ставши другим синглом Мендеса в першій десятці чарту. Пісня також досягла першої десятки національних ефірних хіт-парадів Mainstream Top 40 і Adult Top 40. У Канаді пісня посіла сьому позицію в чарті Canadian Hot 100, перевершивши результат пісні Мендеса «Life of the Party», яка до цього сягнула дев'ятої сходинки чарту його рідної країни. Сингл також потрапила до першої п'ятірки національних ефірних чартів CHR і Hot AC, і був сертифікований як золотий Канадською асоціацією компаній звукозапису. «Treat You Better» також увійшов до топ-10 чартів різних країн, зокрема Австралії, Німеччини і Швеції.

## Трек-лист
| Цифрове завантаження | Цифрове завантаження | Цифрове завантаження                           | Цифрове завантаження |
| #                    | Назва                | Автор                                          | Тривалість           |
| -------------------- | -------------------- | ---------------------------------------------- | -------------------- |
| 1.                   | «Treat You Better»   | Шон Мендес Тедді Гейгер [en] Скотт Гарріс [en] | 3:07                 |

| CD-сингл | CD-сингл           | CD-сингл                                     | CD-сингл   |
| #        | Назва              | Автор                                        | Тривалість |
| -------- | ------------------ | -------------------------------------------- | ---------- |
| 1.       | «Treat You Better» | Мендес Гейгер Гарріс                         | 3:08       |
| 2.       | «Ruin»             | Мендес Гейгер Джеффрі Ворбертон Ідо Змішлані | 4:00       |
| 7:08     |                    |                                              |            |

## Виступи наживо
Вперше на телебаченні Мендес виконав «Treat You Better» 19 червня а церемонії нагородження iHeartRadio Much Music Video Awards 2016. 12 липня 2016 року Мендес виконав пісню в ефірі Нічного шоу з Джиммі Феллоном. 20 листопада 2016 року Мендес виконав «Treat You Better» на церемонії вручення музичних нагород American Music Awards 2016.

## Чарти
| Чарт (2016-17)                            | Найвища позиція |
| ----------------------------------------- | --------------- |
| Аргентина (Monitor Latino)                | 12              |
| Австралія (ARIA)                          | 4               |
| Австрія (Ö3 Austria Top 75)               | 4               |
| Бельгія (Ultratop Flanders)               | 17              |
| Бельгія (Ultratop Wallonia)               | 15              |
| Канада (Canadian Hot 100)                 | 7               |
| Канада (AC) (Billboard)                   | 5               |
| Канада (CHR/Top 40) (Billboard)           | 4               |
| Канада (Hot AC) (Billboard)               | 1               |
| Чехія (IFPI)                              | 33              |
| Чехія (Singles Digitál Top 100)           | 10              |
| Данія (Tracklisten)                       | 4               |
| Фінляндія (Suomen virallinen lista)       | 19              |
| Франція (SNEP)                            | 39              |
| Німеччина (Official German Charts)        | 4               |
| Угорщина (Rádiós Top 40)                  | 4               |
| Угорщина (Single Top 40)                  | 13              |
| Ірландія (IRMA)                           | 8               |
| Італія (FIMI)                             | 7               |
| Японія (Japan Hot 100)                    | 22              |
| Ліван (Lebanese Top 20)                   | 2               |
| Нідерланди (Dutch Top 40)                 | 5               |
| Нідерланди (Mega Single Top 100)          | 8               |
| Мексика Mexico Airplay (Billboard)        | 2               |
| Нова Зеландія (RIANZ)                     | 11              |
| Норвегія (VG-lista)                       | 7               |
| Польща (Polish Airplay Top 100)           | 1               |
| Португалія (AFP)                          | 7               |
| Румунія (Airplay 100)                     | 29              |
| Шотландія (Official Charts Company)       | 4               |
| Словаччина (IFPI)                         | 1               |
| Словаччина (Singles Digitál Top 100)      | 8               |
| Словенія (SloTop50)                       | 1               |
| Іспанія (PROMUSICAE)                      | 16              |
| Швеція (Sverigetopplistan)                | 4               |
| Швейцарія (Media Control AG)              | 12              |
| Велика Британія (Official Charts Company) | 6               |
| США (Billboard Hot 100)                   | 6               |
| США (Adult Contemporary) (Billboard)      | 1               |
| США (Adult Top 40) (Billboard)            | 1               |
| США (Hot Dance Airplay) (Billboard)       | 17              |
| США (Mainstream Top 40) (Billboard)       | 3               |

| Чарт (2016)                        | Позиція |
| ---------------------------------- | ------- |
| Австралія (ARIA)                   | 29      |
| Австрія (Ö3 Austria Top 40)        | 22      |
| Бельгія (Ultratop Flanders)        | 56      |
| Бельгія (Ultratop Wallonia)        | 46      |
| Канада (Canadian Hot 100)          | 23      |
| Данія (Tracklisten)                | 20      |
| Німеччина (Official German Charts) | 24      |
| Італія (FIMI)                      | 30      |
| Нідерланди (Single Top 100)        | 29      |
| Нова Зеландія (Recorded Music NZ)  | 50      |
| Словенія (SloTop50)                | 42      |
| Швеція (Sverigetopplistan)         | 20      |
| Швейцарія (Schweizer Hitparade)    | 40      |
| Велика Британія (UK Singles Chart) | 27      |
| США Billboard Hot 100              | 28      |
| США Mainstream Top 40 (Billboard)  | 14      |

## Сертифікації
| Регіон | Сертифікація  | Продажі   |
| --- | ------------- | --------- |
| Австралія (ARIA) | 3× Платиновий | 210 000   |
| Бразилія (ABPD) | 3× Платиновий | 100,000*  |
| Канада (Music Canada) | Платиновий    | 0*        |
| Данія (IFPI Denmark) | Платиновий    | 60,000^   |
| Франція (SNEP) | Платиновий    | 150,000   |
| Німеччина (BVMI) | Платиновий    | 400,000   |
| Італія (FIMI) | 3× Платиновий | 150,000   |
| Мексика (AMPROFON) | 2× Платиновий | 120,000   |
| Нідерланди (NVPI) | 2× Платиновий | 40,000    |
| Нова Зеландія (RIANZ) | Золотий       | 15,000*   |
| Норвегія (IFPI Norway) | 3× Платиновий | 120 000   |
| Польща (ZPAV) | 3× Платиновий | 60,000    |
| Іспанія (PROMUSICAE) | Платиновий    | 40,000    |
| Швеція (IFPI Sweden) | 4× Платиновий | 160,000   |
| Велика Британія (BPI) | Платиновий    | 600,000   |
| США (RIAA) | 3× Платиновий | 3 000 000 |
| *продажі, що базуються лише на сертифікаціях · ^відвантаження, що базуються лише на сертифікаціях · продажі+прослуховування, що базуються лише на сертифікаціях |               |           |

## Історія випуску
| Регіон          | Дата           | Формат                 | Лейбл                                | Прим.  |
| --------------- | -------------- | ---------------------- | ------------------------------------ | ------ |
| Сполучені Штати | 3 червня 2016  | Цифрове завантаження   | Island Records Universal Music Group | [ 3 ]  |
| Сполучені Штати | 7 червня 2016  | Contemporary hit radio | Island Records Republic Records      | [ 89 ] |
| Німеччина       | 19 серпня 2016 | CD-сингл               | Island Records Universal Music Group | [ 12 ] |